# XIV Congresso della Lega dei comunisti di Jugoslavia
Il XIV Congresso della Lega dei comunisti di Jugoslavia (in serbo Четрнаести (ванредни) конгрес Савеза комуниста Југославије?, Četrnaesti (vanredni) kongres Saveza komunista Jugoslavije) si tenne presso il Sava Centar di Belgrado  dal 20 al 22 gennaio 1990. Fu l'ultimo Congresso della Lega dei Comunisti di Jugoslavia, vi hanno partecipato delegati di tutte le repubbliche e province, nonché una delegazione di partito dell'Armata Popolare Iugoslava. La riunione è stata presieduta dal Presidente della Presidenza della Lega dei Comunisti Milan Pančevski dalla Macedonia.

## Retroscena
Durante gli anni ottanta, la Jugoslavia ha dovuto affrontare una crescente crisi politica ed economica che ha minacciato la sopravvivenza stessa della federazione. Strategie contrastanti per il futuro della nazione, basate sia nella capitale della repubblica, Belgrado, il potere della Lega dei Comunisti, sia nella sua crisi del debito, si separarono finalmente nel 14º Congresso straordinario nel gennaio 1990.

## I preparativi
Il congresso regolare dell'SKJ doveva tenersi nel 1990, ma è stato suggerito in precedenza, alla XVIII sessione della Lega dei Comunisti di Jugoslavia, quando questa proposta è stata respinta. Quindi, nella XX sessione, la delegazione della Vojvodina ha proposto nuovamente lo svolgimento di un congresso straordinario, che è stato nuovamente respinto mentre la stessa proposta alla XXII sessione non è stata accolta. Non c'era una posizione unica sul fatto che questo congresso dovesse essere chiamato straordinario. Tale nome è stato particolarmente osteggiato dalla delegazione slovena. Sulle questioni da affrontare, soprattutto quelle che si riferivano alla futura organizzazione della Jugoslavia, il congresso è stato davvero notevole.

## I partecipanti
I delegati eletti del congresso furono 1.457, erano suddivisi:
- Serbia - 564 (compresi i delegati della Voivodina: 137 e del Cossovo: 94)
- Bosnia ed Erzegovina - 248
- Croazia - 216
- Macedonia - 141
- Slovenia - 114
- Montenegro - 99
- Armata Popolare Iugoslava - 68
- Autorità della Federazione - 7 membri
- Autorità SKJ - 198 delegati

Totale 1.655 delegati del Congresso.
Numero di partecipanti alla I sessione plenaria Secondo il rapporto della Commissione di verifica, presentato dopo la 1ª sessione plenaria, 1.601 delegati con diritto di voto hanno partecipato ai lavori del congresso
Numero di partecipanti alla II sessione plenaria, 1.612 delegati hanno votato ai lavori del congresso

## Il congresso
Durante il Congresso, ogni illusione su un fronte unito dell'SKJ che potesse portare il paese fuori dalla crisi risultò inutile. Invece il Congresso è stato dominato principalmente dagli scontri tra le delegazioni serba e slovena sul potere e sul processo decisionale delle repubbliche costituenti della Jugoslavia. La delegazione serba ha sostenuto l'introduzione di una politica di "un uomo - un voto", con una Jugoslavia più centralizzata. Gli sloveni, tuttavia, suggerirono un partito e uno stato confederali, dando più potere alle repubbliche. Tutte le proposte della delegazione slovena, guidata da Milan Kučan, sono state respinte. Allo stesso tempo, le proposte serbe sono state accettate con gran maggioranza, aiutata soprattutto dal dominio serbo dei voti in Cossovo, Voivodina e Montenegro.
Dopo due giorni di aspro conflitto verbale, la delegazione slovena ha lasciato il Sava Centar il 22 gennaio. Subito dopo, il capo della delegazione dalla Serbia, Slobodan Milošević, ha suggerito al Congresso di continuare a lavorare e di passare al processo decisionale. Tuttavia, ciò è stato fortemente contrastato dalla delegazione croata, che ha affermato che ciò era incostituzionale. Su suggerimento di Slobodan Lang, Ivica Račan, capo della delegazione croata si è avvicinato all'oratore e ha dichiarato che "noi (la delegazione dell'SKH) non possiamo accettare il partito jugoslavo senza gli sloveni". Quando Milošević ha chiesto cosa ci sarebbe voluto per ricominciare l'incontro, la delegazione croata ha rimarcato "la delegazione slovena" e che se l'incontro fosse ripreso anche loro avrebbero abbandonato il congresso. Quando sono stati fatti vari tentativi, la delegazione croata è stata fedele alla parola data e anche loro abbandonarono il congresso, insieme alle delegazioni di Macedonia e Bosnia ed Erzegovina. Alle 22.45 Milan Pančevski convocò la chiusura dei procedimenti e un aggiornamento per il giorno successivo, tuttavia, ciò non avvenne e il congresso non fu mai ripreso.
La Jugoslavia ha dovuto affrontare un periodo incerto dopo il Congresso, senza alcuna forza coesiva o individuo significativo che avrebbe portato a una sorta di compromesso o concisione. Poco dopo, l'SKJ si è sciolto dopo 81 anni di esistenza, ponendo fine a 45 anni di governo ininterrotto e aprendo la strada a libere elezioni. Questo evento è stato uno dei momenti chiave per l'inizio della dissoluzione della Jugoslavia.